# Fato degli Uomini
Il Fato degli Uomini o Dono di Eru è, nell'universo immaginario fantasy ideato dallo scrittore inglese John Ronald Reuel Tolkien, la morte. In origine, essa era per gli uomini il dono che Eru Ilúvatar aveva voluto fare loro; a differenza degli Elfi, legati ad Arda, essi avrebbero potuto lasciarla andando, dopo una breve permanenza nelle Aule d'Attesa (o di Mandos), oltre i confini di Eä stessa e tornare per la Dagor Dagorath, la fine del mondo, dopo la quale avrebbero avuto un ruolo importante nella seconda creazione. Ma Morgoth, che desiderava il potere e la distruzione di Arda, ingannò molti uomini facendo leva sulla paura della morte e sul loro libero arbitrio; così fece poi Sauron quando ne prese il posto, causando tra l'altro la distruzione del regno di Númenor e corrompendo alcuni uomini, trasformandoli in propri servi (come i Nazgûl) o asservendo intere popolazioni. Essi fecero credere che i Valar, e la stessa figura di Eru, non erano che esseri invidiosi di loro. L'Oscuro Signore presentò Melkor (cioè Morgoth stesso) come l'unico vero dio, capace di liberarli dalla morte. Così questa, conosciuta inizialmente come il Dono di Eru, divenne nota come Sorte degli Uomini o Fato degli Uomini. 
Spesso nelle leggende, molti uomini raccontavano di essere mortali a causa di Morgoth, non conoscendo la verità sul loro destino. In Morgoth's Ring Andreth riporta il racconto di Adanel, riportante la prima ribellione e caduta degli Uomini a Eru, precedente di millenni la caduta di Númenor: all'inizio della loro storia (primi anni del Sole nella Prima Era, quando gli Eldar tornarono da Valinor in esilio per combattere Morgoth) la vita degli Uomini sarebbe stata molto lunga e non temevano la morte, come in seguito i primi Numenoreani, non avendola mai vista nei primi secoli. Essi furono guidati direttamente dalla voce del Creatore anziché dai Valar; ma poi ascoltarono le parole di Melkor, il quale li ingannò (in quel periodo Morgoth lasciò temporaneamente Angband in segreto e abitò tra gli Uomini sotto un aspetto in apparenza luminoso) e rinnegando Eru Ilúvatar. Egli diminuì la durata delle loro vite, in modo che conoscessero la morte e i loro spiriti potessero giungere più velocemente a lui, e riconoscerlo come il loro vero Signore abbandonando le menzogne che Morgoth aveva instillato in loro.
(Ilúvatar agli Uomini nel Racconto di Adanel)
 Questo racconto rappresenta la versione tolkieniana della storia del peccato originale.